# Whistler Mountain Ski Club

Logo des Whistler Mountain Ski Club

Der Whistler Mountain Ski Club (kurz WMSC) ist ein 1968 gegründeter kanadischer Skisportverein aus Whistler. Die Hauptsportarten im Verein sind der Alpine Skilauf und Skicross. Der Whistler Mountain Ski Club veranstaltet regelmäßig Wettkämpfe im Skigebiet Whistler-Blackcomb, darunter seit 1993 den Whistler Cup, das größte und wichtigste internationale Kinderskirennen auf dem amerikanischen Kontinent.
Dem Club gehörten und gehören zahlreiche international bekannte Skisportler an. Zu den erfolgreichsten zählen:
Ski alpin:
- Robbie Dixon (mehrfacher Olympia- und WM-Teilnehmer)
- Britt Janyk (mehrfache Olympia- und WM-Teilnehmerin, 1 Weltcupsieg)
- Michael Janyk (mehrfacher Olympia- und WM-Teilnehmer, 1 Podestplatz im Weltcup)
- Dave Murray (mehrfacher Olympia- und WM-Teilnehmer, 3 Podestplätze im Weltcup)
- Manuel Osborne-Paradis (mehrfacher Olympia- und WM-Teilnehmer, 3 Weltcupsiege)

Skicross:
- Davey Barr (WM-Bronze 1999, 1 Weltcupsieg)
- Ashleigh McIvor (Olympiagold 2010 und WM-Gold 2009, 1 Weltcupsieg)
- Julia Murray (WM-Silber 2011, 3 Podestplätze im Weltcup)
- Marielle Thompson (Gewinn des Skicross-Weltcups 2011/2012, 3 Weltcupsiege)

Freestyle:
- Sarah Burke (WM 2005 Gold)